# Conflito no Delta do Níger
O conflito no Delta do Níger é uma série de confrontos e conflitos étnico-políticos originados no início dos anos noventa na área do Delta do Níger, na Nigéria, e que continua até os dias atuais. A causa reside nos interesses econômicos e nas tensões entre as corporações multinacionais produtoras de petróleo, o governo nigeriano e vários grupos étnicos da região que se sentiram enganados e explorados, em especial os grupos ogonis e ijós, apoiados por grupos paramilitares. Os conflitos políticos e étnicos continuaram ao longo da década de 1990, apesar da conversão para a democracia na Nigéria, com a eleição do governo de Olusegun Obasanjo em 1999. A concorrência pela riqueza do petróleo tem alimentado a violência entre inúmeros grupos étnicos, levando a militarização de quase toda a região que foi ocupada pelas milícias tribais, pelo exército nigeriano e as forças policiais (incluindo paramilitares da Mobile Police, MOPOL). Vítimas de crimes ligados ao conflito têm medo e quase sempre evitam  buscar a justiça com ações judiciais devido a crescente impunidade penal para os indivíduos responsáveis por graves violações dos direitos humanos, [o que] criou um ciclo devastador dos conflitos e a violência cada vez maior" 